# Biblioteca Central Universitària de Cluj-Napoca

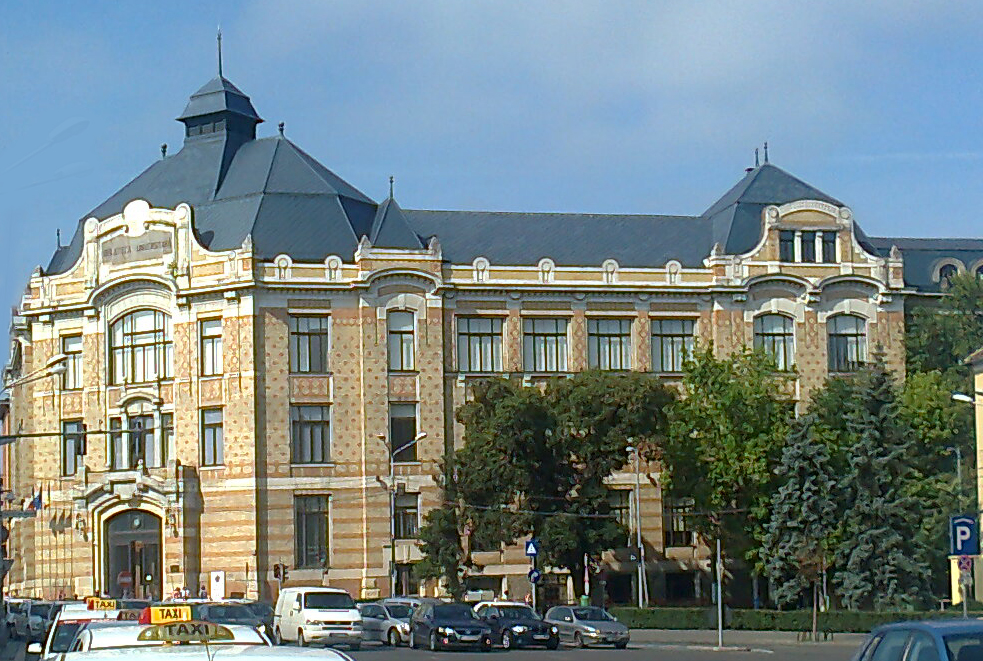
Biblioteca Central Universitària de Cluj-Napoca.

La Biblioteca Universitària Central Lucian Blaga de Cluj-Napoca (en romanès: Biblioteca Centrală Universitară "Lucian Blaga" din Cluj-Napoca) és una institució adjunta a la Universitat Babeş-Bolyai a Romania.

## Història
La biblioteca va ser fundada el 1872, al mateix temps que la Universitat Franz Joseph (finalment suplantada per la Universitat Babeş-Bolyai). El seu fons inicial, uns 18.000 volums, es compon de la recollida de les col·leccions rebudes de l'Acadèmia de Dret de Sibiu, la Facultat de Medicina i els Arxius del Govern de Cluj, i les de les riques col·leccions privades de Iosif Benigni. El 1873/74 el Museu de Transsilvània va ser traslladat a la Biblioteca Central de la Universitat. La seva biblioteca havia estat fundada l'any 1859, com a Biblioteca de la Societat del Museu de Transsilvània, a partir de donacions i subvencions dels bisbes metropolitans Andrei Şaguna i Alexandru Sterca-Șuluțiu i del comte Imre Mikó. El 1860 la Biblioteca del Museu de Transsilvània havia estat declarada "pública" i oberta a l'ús dels ciutadans, però el 1873/74 es va traslladar a la universitat, i es va traslladar a un lloc proper a la Biblioteca Central Universitària. Tot i que es trobaven al mateix edifici, aquestes dues grans biblioteques van créixer independentment l'una de l'altra durant aproximadament mig segle.
Després de la Primera Guerra Mundial, quan Àustria-Hongria es va separar i Transsilvània (inclosa Cluj) es va unir a Romania, es va fundar una universitat romanesa el 1920; va utilitzar la Biblioteca Central Universitària existent (dedicada en presència de la família reial i rebatejada Biblioteca de la Universitat Rei Ferran I) i la Biblioteca del Museu de Transsilvània, institucions encara separades (es van fusionar el 1948, després de la Segona Guerra Mundial). La nova universitat estava dotada d'exemplars de dipòsit legal i es va recolzar amb ajuts permanents de l'Estat. Moltes institucions romaneses (l'Acadèmia Romanesa, el Departament d'Educació, la Universitat de Bucarest) van contribuir al ràpid desenvolupament de la Biblioteca Central Universitària de Cluj; la Biblioteca de l'Acadèmia Romanesa la va dotar de publicacions romaneses. El primer Informe Universitari, publicat el 10 d'octubre de 1920, esmentava només les "promeses solemnes" de l'Acadèmia Romanesa, però l'Informe del curs escolar 1921/22 informava d'una donació d'uns 30.000 volums, la majoria oferts com a regal per l'Acadèmia Romanesa. Biblioteca. El 26 de setembre de 1923, una altra col·lecció d'uns 4.000 volums va ser transferida de l'Acadèmia Romanesa.
El mateix procés d'especialització de les seccions de la facultat i les branques de les biblioteques va tenir lloc a la Universitat de Cluj (que finalment es va convertir en la Universitat Babeş-Bolyai el 1959 després d'una sèrie de canvis institucionals) que havia evolucionat a les universitats de Bucarest i Iaşi. Les col·leccions de la biblioteca i la seva xarxa especialitzada van arribar als 580.000 volums el 1938; després de la Segona Guerra Mundial va ser el segon lloc després de les dues Biblioteques Nacionals, amb més de 2.000.000 de volums de llibres i publicacions periòdiques, arribant als 3.600.000 el 2002. Entre les col·leccions especials de la biblioteca (constituïda com a departament diferent el 1923, després de rebre una col·lecció del boiar moldau Gheorghe Sion) hi ha articles de la col·lecció del Museu de Transsilvània, mapes, gravats, postals i llibres rars, inclòs el Codex incunàbul. Iustinianus, imprès a Nuremberg el 1475, i el conjunt d'Evangelis imprès pel diaca Coresi a Braşov el 1561.
Des de la seva fundació fins a l'any 1909, la biblioteca va funcionar a l'edifici principal de la universitat. De 1906 a 1908, l'actual edifici de la biblioteca es va aixecar seguint els plànols dels arquitectes Kálmán Giergl i Flóris Korb; els llibres s'hi van traslladar el 1908-09. Es van afegir ampliacions a l'edifici fins al 1934, i el 1961 es va afegir un annex amb una capacitat de més de 2.000.000 de volums. L'any 1996, la biblioteca va començar a publicar Philobiblon, una revista acadèmica bianual.